# Atletism la Jocurile Olimpice de vară din 1964 - Săritura în înălțime (feminin)

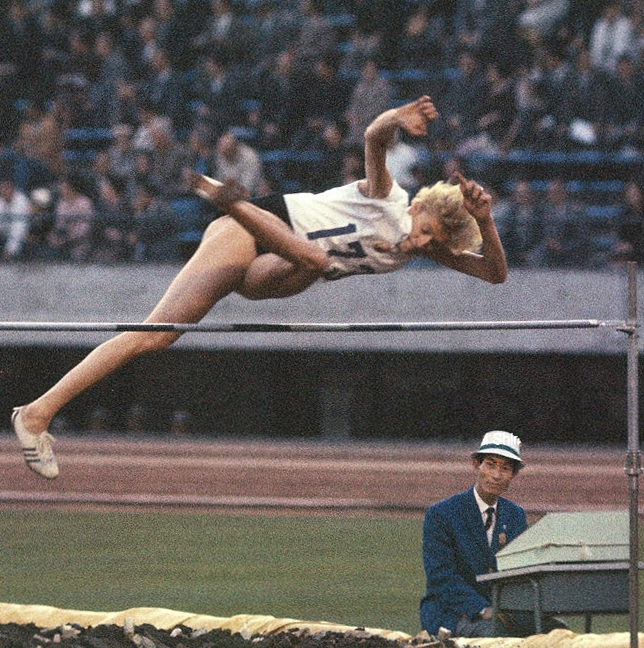
Iolanda Balaș a câștigat medalia de aur.

Proba feminină de săritură în înălțime de la Jocurile Olimpice de vară din 1964 a avut loc pe 15 octombrie 1964 pe Stadionul Național din Tokyo.

## Recorduri
Înaintea acestei competiții, recordurile mondiale și olimpice erau următoarele:
| Record  | Atletă              | Rezultat | Loc             | Data              |
| ------- | ------------------- | -------- | --------------- | ----------------- |
| Mondial | Iolanda Balaș (ROU) | 1,91 m   | Sofia, Bulgaria | 16 iulie 1961     |
| Olimpic | Iolanda Balaș (ROU) | 1,85 m   | Roma, Italia    | 8 septembrie 1960 |

## Rezultate

### Calificări
S-a calificat în finală orice atletă care a sărit înălțimea de 1,70 m respectiv cele mai bune 12 atlete.

#### Grupa A
| Loc | Atletă              | Țară                         | 1,55 m | 1,60 m | 1,65 m | 1,68 m | 1,70 m | Înălțime |
| --- | ------------------- | ---------------------------- | ------ | ------ | ------ | ------ | ------ | -------- |
| 1   | Michele Brown       | Australia                    | –      | –      | o      | –      | o      | 1,70 m   |
| 2   | Frances Slaap       | Marea Britanie               | –      | o      | o      | –      | o      | 1,70 m   |
| 3   | Robyn Woodhouse     | Australia                    | o      | o      | o      | o      | o      | 1,70 m   |
| 4   | Olga Gere-Pulić     | Iugoslavia                   | –      | xo     | xo     | o      | o      | 1,70 m   |
| 5   | Gerda Kupferschmied | Echipa Unificată a Germaniei | o      | o      | xo     | xo     | xo     | 1,70 m   |
| 6   | Karin Rüger         | Echipa Unificată a Germaniei | o      | o      | xo     | o      | xxx    | 1,68 m   |
| 7   | Leena Kaarna        | Finlanda                     | o      | o      | xo     | xxo    | xxx    | 1,68 m   |
| 8   | Galina Kostenko     | Uniunea Sovietică            | o      | o      | o      | xxx    |        | 1,65 m   |
| 8   | Gwenda Matthews     | Marea Britanie               | o      | o      | o      | xxx    |        | 1,65 m   |
| 10  | Estelle Baskerville | Statele Unite ale Americii   | o      | o      | xo     | xxx    |        | 1,65 m   |
| 10  | Michal Lamdani      | Israel                       | o      | o      | xo     | xxx    |        | 1,65 m   |
| 12  | Linda Knowles       | Marea Britanie               | o      | o      | xxx    |        |        | 1,60 m   |
| —   | Tipapan Leenasen    | Thailanda                    | xxx    |        |        |        |        | FR       |

#### Grupa B
| Loc | Atletă                | Țară                       | 1,55 m | 1,60 m | 1,65 m | 1,68 m | 1,70 m | Înălțime |
| --- | --------------------- | -------------------------- | ------ | ------ | ------ | ------ | ------ | -------- |
| 1   | Iolanda Balaș         | România                    | –      | –      | o      | –      | o      | 1,70 m   |
| 1   | Dianne Gerace         | Canada                     | –      | –      | o      | –      | o      | 1,70 m   |
| 3   | Jarosława Bieda       | Polonia                    | –      | o      | o      | o      | o      | 1,70 m   |
| 3   | Aída dos Santos       | Brazilia                   | –      | o      | o      | o      | o      | 1,70 m   |
| 5   | Eleanor Montgomery    | Statele Unite ale Americii | –      | –      | o      | xxo    | o      | 1,70 m   |
| 6   | Taissiia Tschentschik | Uniunea Sovietică          | –      | o      | o      | o      | xxo    | 1,70 m   |
| 7   | Terri Brown           | Statele Unite ale Americii | –      | –      | o      | xo     | xxx    | 1,68 m   |
| 8   | Ulla Flegel           | Austria                    | xo     | o      | xxo    | xo     | xxx    | 1,68 m   |
| 9   | Amelia Okoli          | Nigeria                    | –      | xo     | o      | xxx    |        | 1,65 m   |
| 10  | Liese Sykora          | Austria                    | xo     | xxo    | xxo    | xxx    |        | 1,65 m   |
| 11  | Mitsuko Torii         | Japonia                    | o      | xo     | xxx    |        |        | 1,60 m   |
| —   | Nazli Bayat Makou     | Iran                       | xxx    |        |        |        |        | FR       |

### Finala
| Loc | Atletă                | Țară                         | 1,55 | 1,60 | 1,65 | 1,68 | 1,71 | 1,74 | 1,76 | 1,78 | 1,80 | 1,82 | 1,86 | 1,90 | 1,92 | Înălțime  |
| --- | --------------------- | ---------------------------- | ---- | ---- | ---- | ---- | ---- | ---- | ---- | ---- | ---- | ---- | ---- | ---- | ---- | --------- |
| 1   | Iolanda Balaș         | România                      | –    | –    | o    | –    | o    | –    | o    | o    | o    | o    | o    | o    | xxx  | 1,90 m RO |
| 2   | Michele Brown         | Australia                    | –    | –    | o    | –    | o    | –    | o    | xo   | xo   | xxx  |      |      |      | 1,80 m    |
| 3   | Taissiia Tschentschik | Uniunea Sovietică            | –    | –    | o    | o    | xo   | o    | xxo  | o    | xxx  |      |      |      |      | 1,78 m    |
| 4   | Aída dos Santos       | Brazilia                     | –    | o    | o    | o    | o    | o    | xxx  |      |      |      |      |      |      | 1,78 m    |
| 5   | Dianne Gerace         | Canada                       | –    | –    | o    | –    | o    | xxx  |      |      |      |      |      |      |      | 1,71 m    |
| 6   | Frances Slaap         | Marea Britanie               | –    | –    | o    | o    | o    | xxx  |      |      |      |      |      |      |      | 1,71 m    |
| 7   | Olga Gere-Pulić       | Iugoslavia                   | –    | o    | o    | o    | o    | xxx  |      |      |      |      |      |      |      | 1,71 m    |
| 8   | Eleanor Montgomery    | Statele Unite ale Americii   | –    | –    | xo   | xo   | o    | xxx  |      |      |      |      |      |      |      | 1,71 m    |
| 9   | Karin Rüger           | Echipa Unificată a Germaniei | –    | o    | xo   | xo   | xo   | xxx  |      |      |      |      |      |      |      | 1,71 m    |
| 10  | Jarosława Bieda       | Polonia                      | –    | o    | o    | xo   | xxo  | xxx  |      |      |      |      |      |      |      | 1,71 m    |
| 11  | Robyn Woodhouse       | Australia                    | o    | o    | o    | xo   | xxo  | xxx  |      |      |      |      |      |      |      | 1,71 m    |
| 12  | Gerda Kupferschmied   | Echipa Unificată a Germaniei | –    | o    | o    | o    | xxx  |      |      |      |      |      |      |      |      | 1,68 m    |
| 13  | Leena Kaarna          | Finlanda                     | o    | xo   | xo   | –    | xxx  |      |      |      |      |      |      |      |      | 1,65 m    |
| —   | Terri Brown           | Statele Unite ale Americii   | –    | –    | xxx  |      |      |      |      |      |      |      |      |      |      | FR        |
| —   | Ulla Flegel           | Austria                      | –    | –    | xxx  |      |      |      |      |      |      |      |      |      |      | FR        |